# Myiopharus nigrifacies
Myiopharus nigrifacies là một loài ruồi trong họ Tachinidae.